# Saint-Michel-en-Caux
Ancienne commune de la Seine-Maritime, la commune de Saint-Michel-en-Caux a existé de 1973 à 1979. Elle a été créée en 1973 par la fusion des communes de Limpiville, Sorquainville, Thiétreville et Ypreville-Biville. En 1979 elle a été supprimée et les quatre communes constituantes ont été rétablies.